# Francis Alÿs
Francis de Smedt, dit Francis Alÿs, est un artiste pluridisciplinaire belge, né le 22 août 1959 à Anvers, basé au Mexique.

## Biographie
Francis Alÿs, de son vrai nom Francis De Smedt, naît en 1959 à Anvers et grandit dans le Pajottenland.
De 1978 à 1983, il suit une formation d'architecte à l'Institut supérieur d'architecture Saint-Luc à Tournai, puis de 1983 à 1986 à l'IUAV, à Venise.
En 1986, il est ingénieur au Mexique pour participer à un projet de secours du gouvernement belge pour la capitale Mexico détruite par un tremblement de terre. Il s'y établit et y développe un travail interdisciplinaire, jouant entre l’art, la ville et l’aspect social.
À partir de 1989, il laisse ainsi derrière lui sa formation d’architecte et entame un travail diversifié sur la ville que l’on parcourt : jeux d’enfants, chiens errants, vitres cassées ou marchands ambulants sont réfléchis à travers des photographies, vidéos, actions, dessins, installations.
Il développe son travail dans plusieurs villes, dont New York, Londres, Lima et Jérusalem, questionnant les enjeux de frontières et de territoires[réf. nécessaire].
Francis Alÿs décrit son travail et le contexte dans lequel il l'inscrit comme un art politique, au sens grec du terme, la polis : la ville comme un lieu de sentiments et de conflits. Avec des actions simples, symboliques ou ironiques, il étudie l'influence de l'art sur la vie dans la ville[réf. nécessaire].

## Démarche artistique
La base de ses activités trouve sa source dans ses promenades à travers la ville. Il se concentre alors autour de la marche, les paseos (promenade, en espagnol) comme sujet même de travail (As Long I’m Walking, 1992), ou comme médium de recherche, permettant une expérience (Doppelgänger, 1999- aujourd’hui). Une référence à la figure du flâneur de Charles Baudelaire, aussi développée par Walter Benjamin. Ainsi, Alÿs déplace l’enjeu du travail dans des formes immatérielles : actions, procédées par l’artiste (Re-enactment, 2000), par des passants anonymes (If you are a typical spectator, what you are really doing is waiting for the accident to happen, 1997) ou encore par des invités divers (Gards, 2004).
Ces actions urbaines et humaines sont désireuses d’associer poétique et politique, et remettent en question la place de l’artiste, comme créateur ou possesseur d’un travail, mais aussi dans la place économique de celui-ci et dans son aspect marketing.
Son action la plus cynique en ce sens fut sans doute sa réponse à l’invitation de la 49e Biennale de Venise, en 2001. Critique de ce qu’il estime une « foire aux vanité », Francis Alÿs accepte l’invitation en envoyant un paon pour ambassadeur, pour se balader dans les Giardini (The Ambassador, 2001).
De nombreuses traces vidéos de son travail sont en accès libre sur son site internet.

### Sometimes making something leads to nothing(1997)
Sometimes making something leads to nothing (Parfois, faire quelque chose ne mène à rien) est la vidéo, en couleur, d'une performance datant de 1997 montrant l'artiste en train de déplacer un bloc de glace à travers Mexico. Celle-ci commence par le titre inscrit sur fond blanc en trois langues différentes (anglais, espagnol et portugais). Puis, la caméra suit des traces sur le sol dont on ne peut pour l'instant identifier la provenance; nous comprenons ensuite de quoi il s'agit quand les pieds de l'artiste et le bloc de glace apparaissent. Différentes séquences s'enchainent ensuite de Francis Alÿs debout, poussant le bloc intact avec les mains, le dos courbé. Nous voyons la scène du trottoir d'en face, la caméra se déplaçant au même rythme que l'artiste. Puis, différents plans se suivent montrant uniquement la glace en gros plan ce qui donne l'impression que celle-ci se déplace seule. La glace fond de plus en plus et l'artiste se courbe donc d'autant plus en poussant celle-ci à travers la ville. On le suit, découvrant les traces d'eau sur le sol et on devine la chaleur par ces mêmes traces s'évaporant rapidement ainsi que la luminosité. On le voit traverser la route, le faisant alors sortir du plan. À partir de la minute 2:42, Francis Alÿs pousse le bloc de glace à l'aide de ses pieds, d'une façon nonchalante. Il se tient au milieu de la route, fait descendre le bloc des escaliers marche par marche au lieu de le porter, ce qui accentue le côté absurde de cette vidéo. À 3:26, la glace ne forme maintenant qu'un tout petit rectangle arrondi que l'artiste fait rouler au milieu des voitures. Le bloc de glace devient alors une sculpture minimaliste, avec une durée de vie déterminée. On découvre par la suite un plan où on devine la caméra posée au sol, ce qui nous permet de voir l'artiste arriver en face mais également les habitants et les voitures qui l'entourent. Dix secondes avant la fin de la vidéo, le bloc devenu trop petit est laissé sur le sol, on le découvre, grâce à un fondu enchainé, devenu flaque d'eau. La vidéo se termine par trois enfants se tenant à côté de la flaque et faisant signe à la caméra. La vidéo est rythmée par les différents points de vue, parfois éloignés, parfois très rapprochés. On constate que plus le bloc fond, plus il y a de gros plans sur celui-ci. Le fond sonore est celui enregistré au moment de la prise de vue, c'est-à-dire le bruit des voitures, de la population, de la glace se traînant au sol. Sometimes making something leads to nothing est marquée par son absurdité. En effet, celle-ci dure 4 min 57 s, mais Francis Alÿs s'est épuisé a traverser Mexico pendant 9 heures afin de faire fondre ce bloc de glace. C'est un effort qui nous paraît totalement inutile car le bloc aurait fondu de lui-même à cause de la chaleur et de plus, en fondant complètement, il devient inutilisable. Ce geste répétitif nous paraît démesuré et désespéré face au résultat, on devine d'avance la fin.
La démarche de Francis Alÿs travail est également une réflexion sur la réalité au Mexique. Il s’approprie le travail d’autres personnes (par exemple des éboueurs, vendeurs de blocs de glace ou peintres de rues) pour le convertir en une action à la fois symbolique, minimaliste et politique dans l’espace public. En effet, dans ces mêmes rues de Mexico, des centaines d'habitants passent leurs journées à porter, pousser des marchandises mais le résultat est le même: presque rien pour beaucoup d'effort. 

## Expositions
- 1996 : Museo de Arte Contemporãneo de Oaxaca, Oaxaca de Juárez (Mexique)
- 2001 :
  - 49e Biennale de Venise
  - 7e biennale d'Istanbul
- 2004 :
  - Time Zones: Recent Film and Video, Londres, Tate Modern
  - 20/20 Vision, Amsterdam, Stedelijk Museum
  - Artist's Choice: Mona Hatoum, Here Is Elsewhere, New York, Museum of Modern Art
  - Walking Distance from the Studio, Wolfsburg, Kunstmuseum
- 2005 : La Cour des miracles, Nantes, Musée des beaux-arts[7]
- 2006 : A Story of Deception, Portikus, Francfort-sur-le-Main
- 2007 : Sometimes Doing Something Poetic Can Become Political and Sometimes Doing Something Political Can Become Poetic, David Zwirner, New York[8]
- 2009 : Fabiola, Los Angeles, Musée d'Art du comté de Los Angeles[9]
- 2010-2011 : A Story of Deception, Londres, Tate Modern ; Bruxelles, Centre d'art Wiels[10] ; New York, Museum of Modern Art ; Maastricht, BACA Award, Bonnefantenmuseum
- 2021 : Paris, galerie David Zwirner[11]
- 2023 : The Nature of the Game, Bruxelles, Centre d'art Wiels[12]

## Distinctions
Il prend part en 2008 au prestigieux concours européen The Vincent Award et y remporte le prix du public.
En 2011, il est classé, par le magazine Newsweek, 7e dans leur classement des 10 artistes les plus importants au monde.
En 2025, il est fait chevalier.

### Études
- (en) Grant Kester, « Lessons in Futility: Francis Alÿs and the Legacy of May '68 », Third Text, vol. 23 « Art, Praxis and the Community to Come », no 4,‎ 2009, p. 407-420.
- (en) Cuauhtémoc Medina, Russell Ferguson et Jean Fisher, Francis Alÿs, Londres, Phaidon, coll. « Contemporary artists », 2007, 158 p. (ISBN 0-7148-4321-0).

### Catalogues d'exposition
- (fr + en) Thierry Davila (dir.) et Maurice Fréchuret (dir.), Francis Alys (catalogue d'exposition, Antibes, Musée Picasso, 14 avril-17 juin 2001), Paris, Réunion des Musées nationaux, 2001, 112 p. (ISBN 2-7118-4216-9).
- (en) Russell Ferguson (dir.) et Ann Philbin (dir.), Francis Alÿs : The Politics of Rehearsal (catalogue d'exposition Los Angeles, Hammer Museum, 30 septembre 2007 - 20 février 2008), Göttingen, Allemagne, Steidl Verlag, 2007, 142 p. (ISBN 978-3-86521-474-4).
- (en) Mark Godfrey (dir.), Klaus Biesenbach (dir.) et Kerryn Greenberg (dir.), Francis Alys : A Story of Deception (catalogue d'exposition, Londres, Tate Modern), Londres, Tate gallery, 2010, 199 p. (ISBN 978-1-8543-7840-8).
- (en) Karen Kelly (dir.) et Lynne Cooke (dir.), Francis Alÿs : Fabiola, an invistigation (catalogue d'exposition itinérante : New York, Dia art foundation, 20 septembre 2007 - 6 avril 2008 ; Los Angeles, County museum of art, 7 septembre 2008 -29 mars 2009 ; Londres, National portrait gallery, 2 mai 2009 - 27 septembre 2009 ; Madrid, Museo nacional centro de Arte Reina Sofía, 28 octobre 2009 - 21 février 2010), New Haven, Yale university press, 2008, 90 p. (ISBN 978-0-300-13916-7).
- (de + en) Annelie Lütgens (dir.) et Anja Westermann (dir.), Francis Alÿs : walking distance from the studio (catalogue d'exposition, Wolfsburg, Kunstmuseum, 4 septembre-28 novembre 2004), Ostfildern-Ruit, Hatje Cantz, 2004, 159 p. (ISBN 3-7757-1541-X).
- Carlos Monsivais, Le Centre historique de la ville de Mexico (catalogue de l'exposition "Francis Alÿs, la cour des miracles", Nantes, Musée des beaux-arts, 8 janvier - 28 mars 2005), Nantes, musée des beaux arts de Nantes, 2005, 116 p. (ISBN 978-2-906211-41-4).
- Sometimes Doing Something Poetic Can Become Political and Sometimes Doing Something Political Can Become Poetic : The green line Jerusalem 2004 -2005. A project by Francis Alÿs, New York, David Zwirner, 2006, 144  + 1 DVD (ISBN 978-0-9769136-7-2).
- (en + it) Andrea Viliani (dir.), Francis Alÿs : reel-unreel (catalogue d'exposition, Naples, Museo Madre, 14 juin - 22 septembre 2014 ; Varsovie, Centre for contemporary art Ujazdowski Castle, , 10 octobre 2014 - 11 janvier 2015), Milan, Mondadori Electa, 2015, 207 p. (ISBN 9788891802163).

## Filmographie
- De larges détails : sur les traces de Francis Alÿs, documentaire de Julien Devaux, 56 minutes, 2006, production Les films du viaduc[16],[17]